# Merlin Carpenter
Merlin Carpenter, född 1967 i Pembury i Kent i Storbritannien, är en brittisk konstnär.
Merlin Carpenter utbildade sig på Saint Martins School of Art med examen 1989. Han har skrivit för tidskriften Texte zur Kunst.